# 아키시마시립 교세이 소학교
아키시마시립 교세이 소학교(昭島市立共成小学校)는 일본 도쿄도 아키시마시의 공립 소학교이다.